# Сражение при Нюбеле
Сражение при Нюбеле (дат. Slaget ved Nybøl) произошло 28 мая 1848 года во время Датско-немецкой войны и закончилось датской победой, что помогло поднять боевой дух датской армии.
После победы в сражении при Шлезвиге немецкие войска под командованием Фридриха фон Врангеля продвинулись в Ютландию и заняли крепость Фредерисию, ранее покинутую датчанами. Однако наступление Германии на территорию Дании имело политические осложнения. Столкнувшись с давлением со стороны России, Великобритании и Швеции, прусское правительство приказало Врангелю отступить в Шлезвиг. Для защиты отступления Врангель разместил в районе между Рендсбургом и Фленсбургом 6000 человек. В окрестностях Сундеведа стояли еще 10 000 человек, чтобы предотвратить любые попытки датской высадки. Остальная часть немецкой армии сконцентрировалась между Обенро и Вельё.
Немецкие силы в Шлезвиге насчитывали 31 000 человек при 74 артиллерийских орудиях. Однако рассредоточение немецких войск по местности давало датчанам возможность перебросить войска из Альса, не встречая сопротивления. Датский флот имел полное господство на море, но не имел возможности перевезти всю армию во время переправы. Датчане все еще удерживали плацдарм в Сённерборге, который был соединен с Альсом понтонным мостом. Датское наступление было запланировано на 28 мая. Немецкий командующий в Сундеведе ганноверский генерал Хью Халкетт подозревал о неминуемом датском наступлении и поэтому послал Врангелю просьбу о подкреплении. Однако Врангель считал, что датская армия на Альсе недостаточно сильна, чтобы представлять серьезную угрозу.
Утром 28 мая 14 000 человек были переброшены с Альса на плацдарм датчан в Сундеведе. В полдень датские войска начали движение в сторону материка. Атака была направлена против немецких позиций у мельницы Диббёль. Датская 4-я бригада последней пересекла понтонный мост и продвинулась вдоль берега на север. Наступление поддерживалось датскими артиллерийскими шлюпами в Феммингбунде. Немецкие егерские подразделения на мельнице как раз собирались сменить, когда датчане атаковали. Когда стало понятно, насколько велики датские силы, позиции у мельницы были усилены двумя пехотными батальонами. Тем не менее, немецкие войска вскоре были вынуждены уступить превосходящим силам и отступить к Нюбелю, где была сосредоточена основная часть немецких сил.
Халкетт получил сообщения о боевых действиях в своем штабе в Гростене и как можно быстрее отправился на поле боя. 7-тысячная немецкая группировка заняла прочные позиции при поддержке 16 орудий. Первоначальная атака датчан на позицию была отражена артиллерийским огнем. Канонада с поля боя была воспринята датским генералом Шлеппегреллем как призыв к захвату деревни Нюбель. Шлеппегреллю удалось обойти немецкий фланг со своей бригадой через Бёффелькоббель и подвергнуть немецкую артиллерию сильному обстрелу. Немецкий артиллерийский огонь прекратился, после чего остальные датские войска снова пошли в атаку. Опасаясь окружения, Халкетт отдал приказ отступать к Адсбёлю и Гростену.
Датские потери после боя составили около 150 человек убитыми и ранеными при таких же потерях с немецкой стороны. Битва стала первой крупной датской победой в войне и помогла поднять боевой дух армии перед предстоящими сражениями.